# Chiesa di San Giorgio a Castelnuovo
La chiesa di San Giorgio a Castelnuovo si trova a Prato.
Notevolmente trasformata, era in origine all'interno delle mura di Castelnuovo.
Nel transetto settecentesco è una pala con San Giorgio (1800), di Domenico del Podestà, mentre sull'altare della contigua compagnia, di piacevoli forme barocchette (1775), è posta una minuziosa e vivace Natività di Maria (1602), opera di Cosimo Lotti.

## Altre immagini

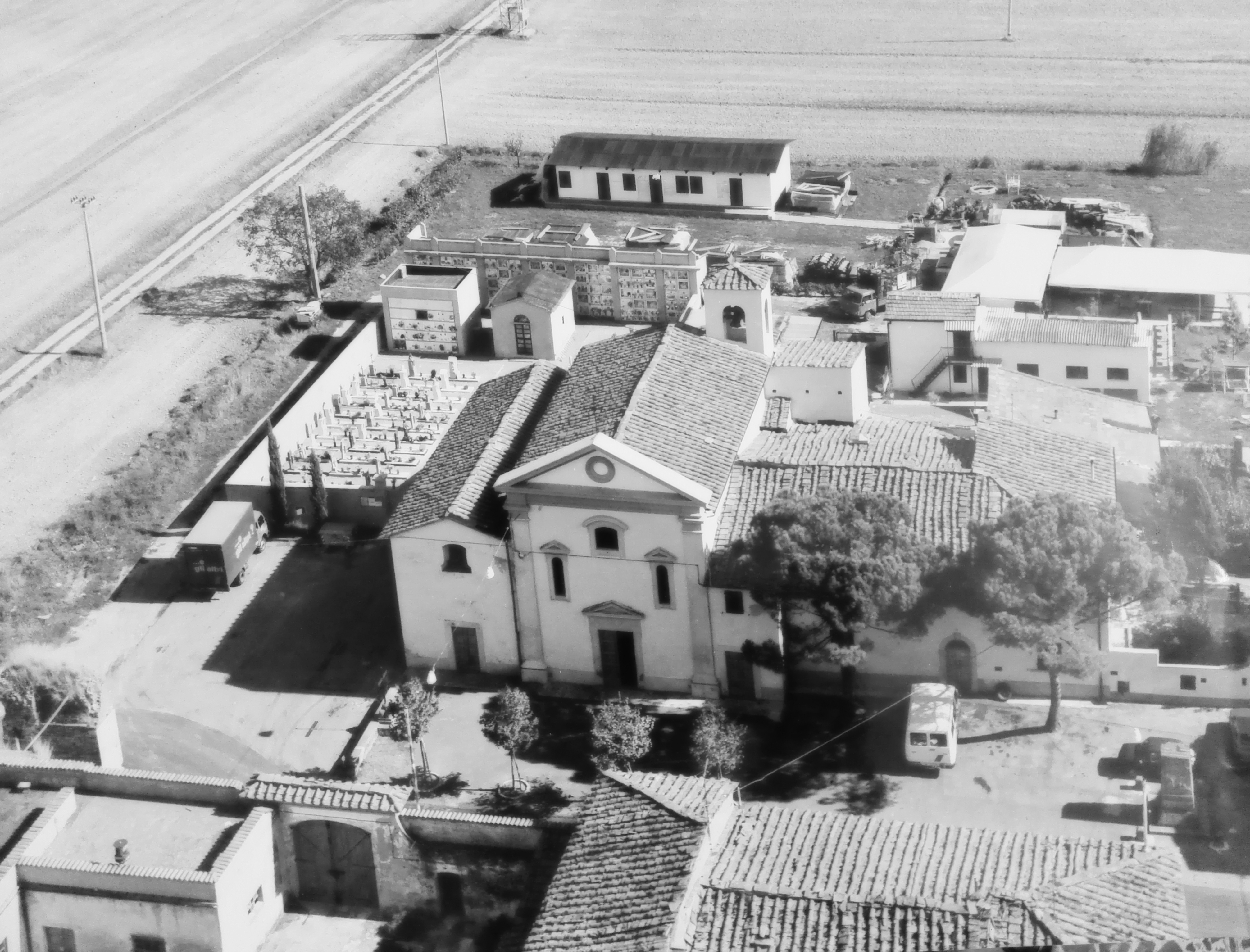
Vista aerea
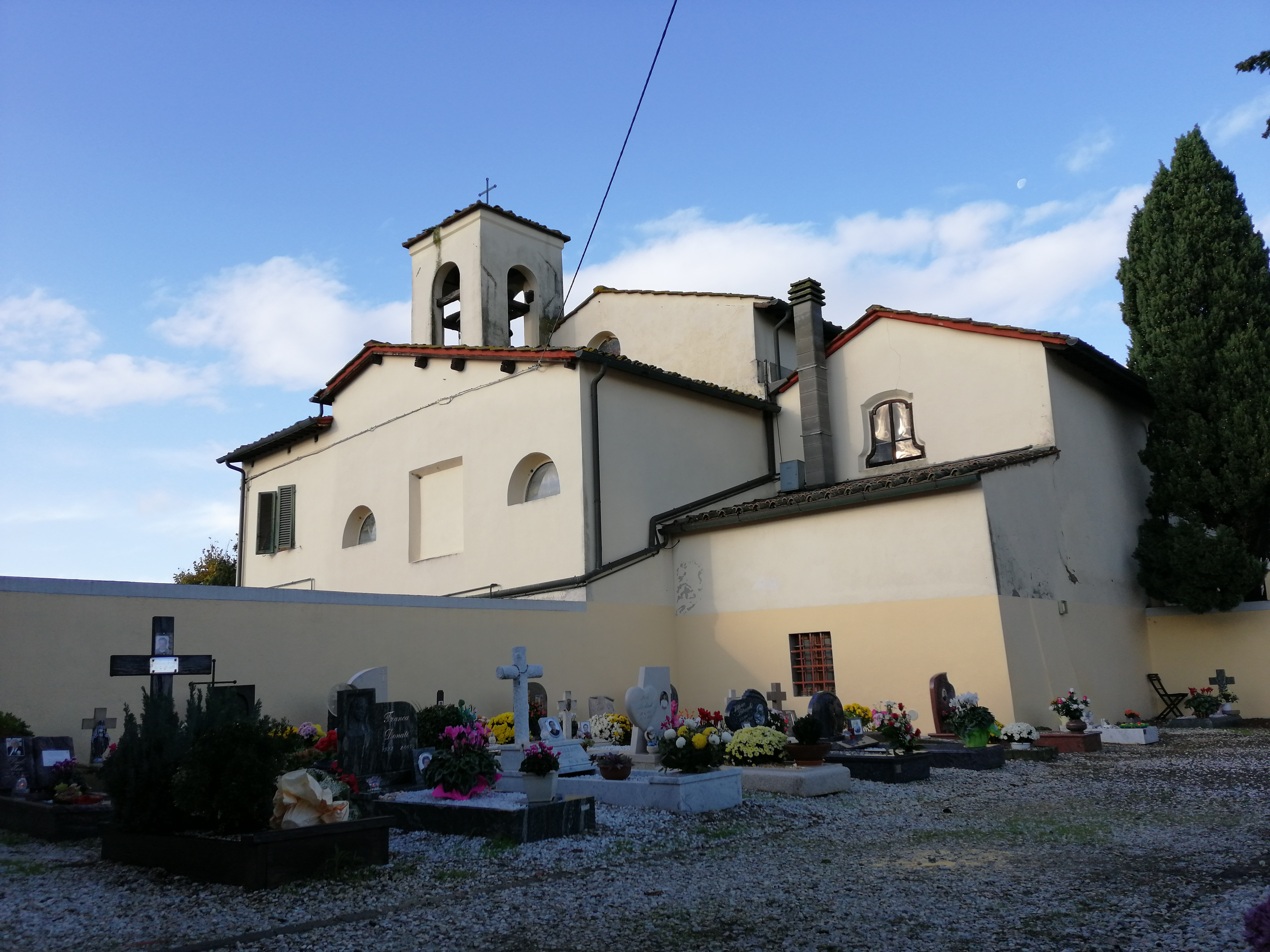
Retro
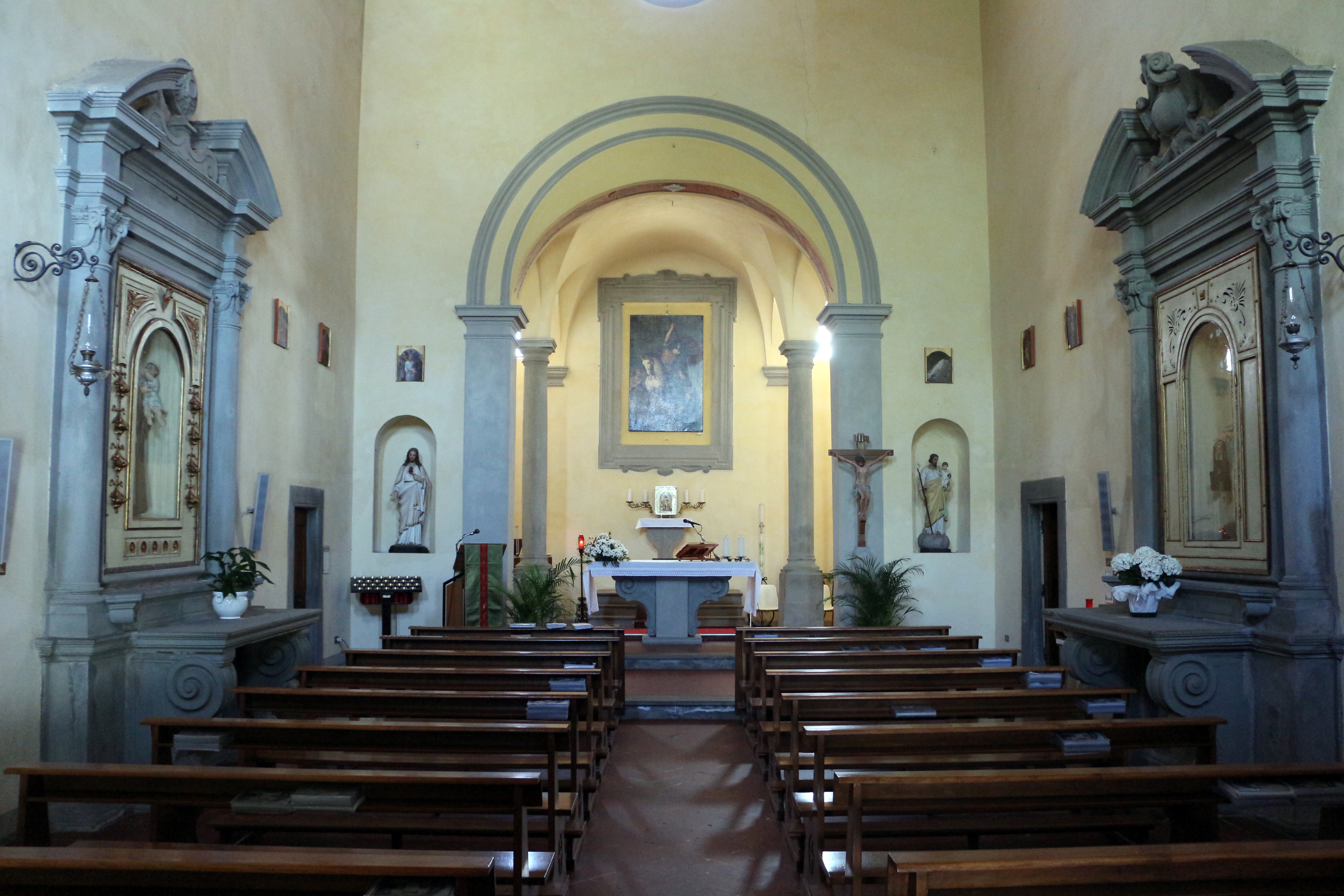
Interno
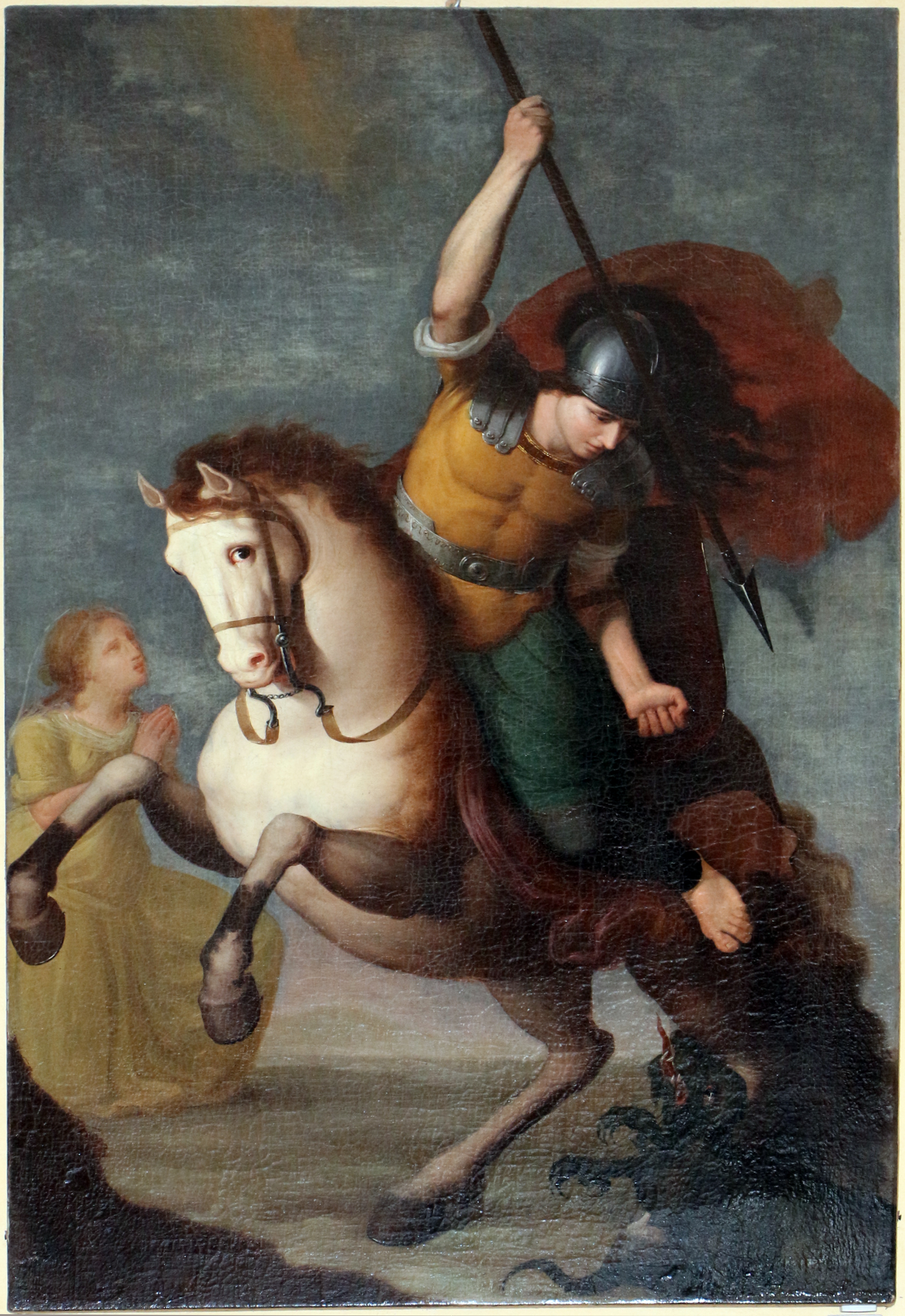
Domenico del Podestà, San Giorgio e il drago (1800)
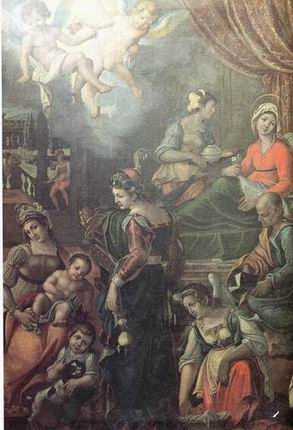
Cosimo Lotti, Natività di Maria (1602)
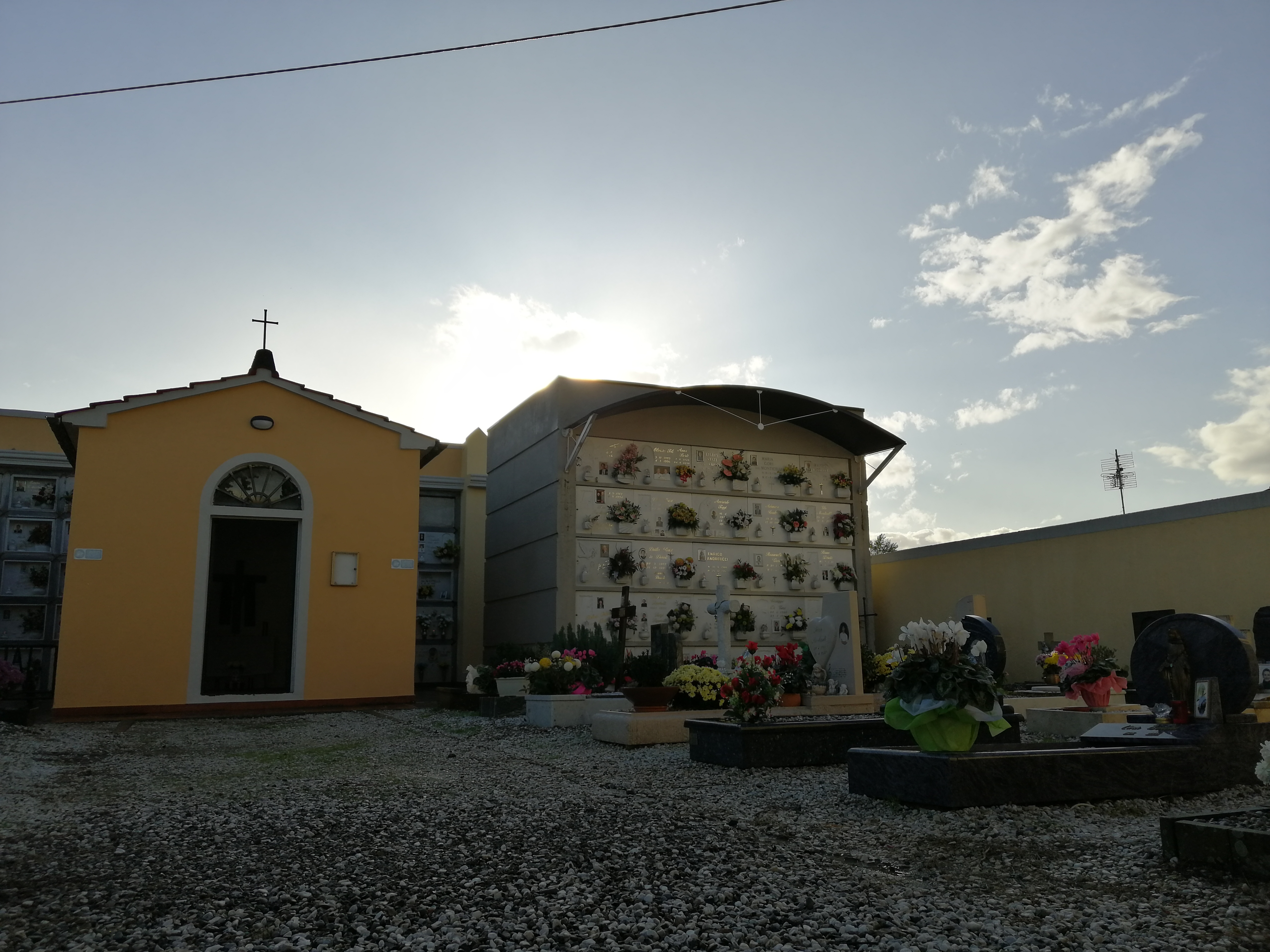
Cappella del cimitero